# La Place Clichy (Renoir)
La Place Clichy is een schilderij van de Franse impressionistische kunstschilder Pierre-Auguste Renoir, olieverf op doek, 65 x 54 centimeter groot, gemaakt rond 1880. Het toont een jonge vrouw in profielaanzicht, met op de achtergrond een vaag weergegeven straattafereel. Het schilderij bevindt zich in de collectie van het Fitzwilliam Museum te Cambridge.

## Afbeelding, invloed
In de periode rond 1880 legde Renoir zich als kunstschilder voornamelijk toe op een tweetal onderwerpen: Parijs en vrouwen. In La Place Clichy combineert hij beide thema's, op een vergelijkbare wijze als hij deed in De paraplu's. Het werk toont een jonge vrouw in profielaanzicht, met op de achtergrond de drukte van het straatleven op een nieuwe, brede boulevard zoals ze na 1870 door Baron Haussmann doorheen heel Parijs waren aangelegd. Het schilderij toont bij uitstek Renoirs intentie om vrouwelijke gratie ten volle weer te geven, in de woorden van zijn mecenas Ambroise Vollard "op een wijze zoals hij ook fruit zou weergeven: op zijn mooist en appetijtelijkst".
Wat opvalt aan La Place Clichy is het contrast tussen het scherp uitgetekende portret van de jonge vrouw op de voorgrond en het slechts in vage contouren weergegeven straatleven op de achtergrond. Compositorisch is er wat dat betreft een duidelijke overeenkomst herkenbaar met zijn La première sortie (1876-1877), ook al gezien de vergelijkbare blik van jeugdige verwondering bij het meisje, wie weet voor het eerst in Parijs, bij de aanblik van de levendigheid in de grote stad.
Het schilderij geeft onmiskenbaar een tweetal invloeden te zien. Op de eerste plaats verraadt het willekeurig op buste-hoogte afsnijden van de persoon op de voorgrond, alsook de wazigheid van de bewegende meute op de achtergrond, de invloed van de toen in opkomst zijnde fotografie. Voorts is het werk qua compositie geïnspireerd door de Japanse prentkunst, met name in het stijl oplopende perspectief van de straat. Japanse prenten waren in die tijd erg populair, na het succes ervan tijdens de Wereldtentoonstelling van 1867. Renoir zelf was een groot bewonderaar van Katsushika Hokusai.
De blauwachtige tinten op de achtergrond zijn kenmerkend voor het werk van Renoir in deze periode. Typisch impressionistisch zijn de korte strepen waarmee hij de structuur van de jas van het meisje weergeeft en die een zekere vluchtigheid suggereren.

## Titel
La Place Clichy werd geschilderd rond 1880, waarna het op enig moment werd verworven door de journalist Adolphe Tavernier, mogelijk rechtstreeks van de kunstenaar. Toen deze het werk in 1900 liet veilen bij de Parijse Galerie Georges Petit, werd voor het eerst de huidige titel gebruikt. Kunsthistorici betwijfelen of die titel ooit is ingegeven, laat staan toegekend, door de kunstenaar zelf. Gezien het feit dat Renoir zijn studio had in het nabijgelegen Place Saint-Georges is het heel goed mogelijk dat het hier Place de Clichy betreft, maar zeker is het alleszins. Aan de hand van de afbeelding alleen is het, mede gezien de wazigheid van de achtergrond, hoe dan ook niet vast te stellen.
Renoir maakte eveneens rond 1880 nog een tweede versie van het schilderij, waarschijnlijk een studie voor het hier besproken werk. Deze studie bevindt zich thans in privébezit en wordt eveneens aangeduid met de titel La Place Clichy.

## Galerij

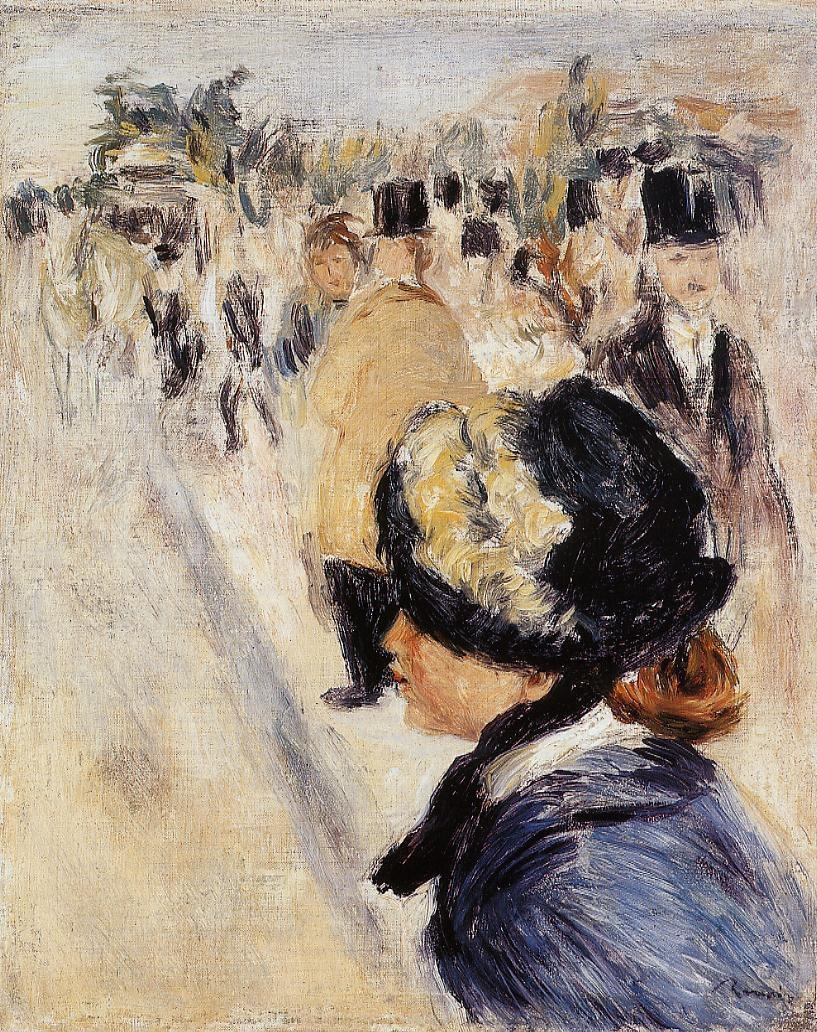
Andere versie, waarschijnlijk een studie, 1880, zelfde titel toegekend.
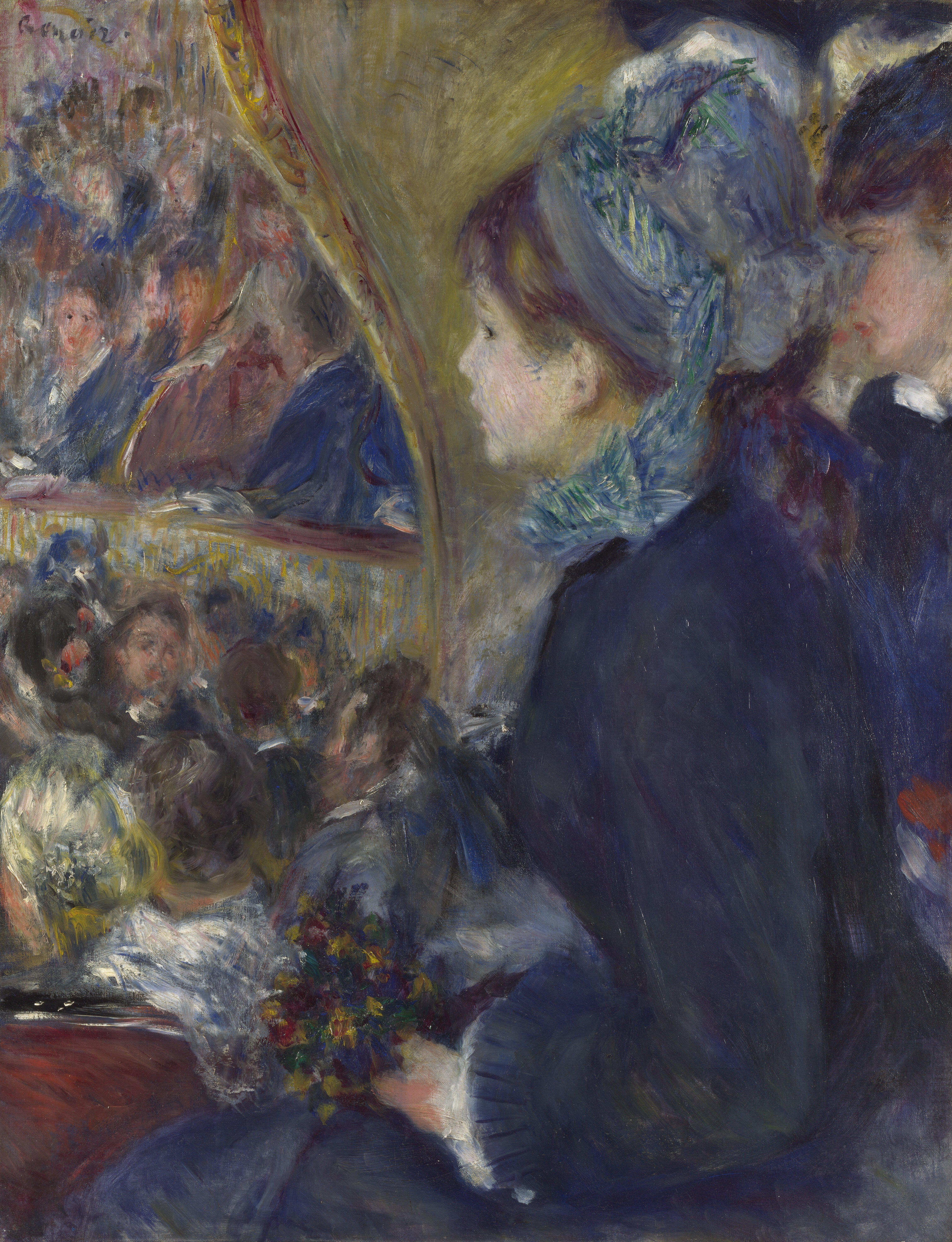
La première sortie (1876-1877), een soort van pendant